# Jauréguiberry (1893)
Jauréguiberry – (wym. [ʒoʁeɡibeʁi]) francuski pancernik generacji przeddrednotów z końca XIX wieku. Był jedną z pięciu podobnych do siebie jednostek zamówionych w ramach programu rozbudowy floty francuskiej z 1890 roku (prócz niego były to: „Charles Martel”, „Carnot”, „Masséna” i „Bouvet”). Okręt wypierał 11 818 ton, a jego główną artylerię stanowiły dwa działa kalibru 305 mm i dwa kalibru 274 mm, uzupełniane przez osiem dział kal. 138 mm. Zwodowany 27 października 1893 roku w stoczni Société Nouvelle des Forges et Chantiers de la Méditerranée w La Seyne-sur-Mer, został przyjęty do służby w Marine nationale 17 maja 1897 roku. Nazwę otrzymał na cześć wiceadmirała Jeana Bernarda Jauréguiberry’ego – dwukrotnego ministra marynarki wojennej. Służył na Morzu Śródziemnym i Oceanie Atlantyckim, biorąc udział w I wojnie światowej. Z czynnej służby został wycofany w czerwcu 1920 roku, pełniąc następnie rolę hulku. Okręt został zezłomowany w 1934 roku.

## Projekt i budowa

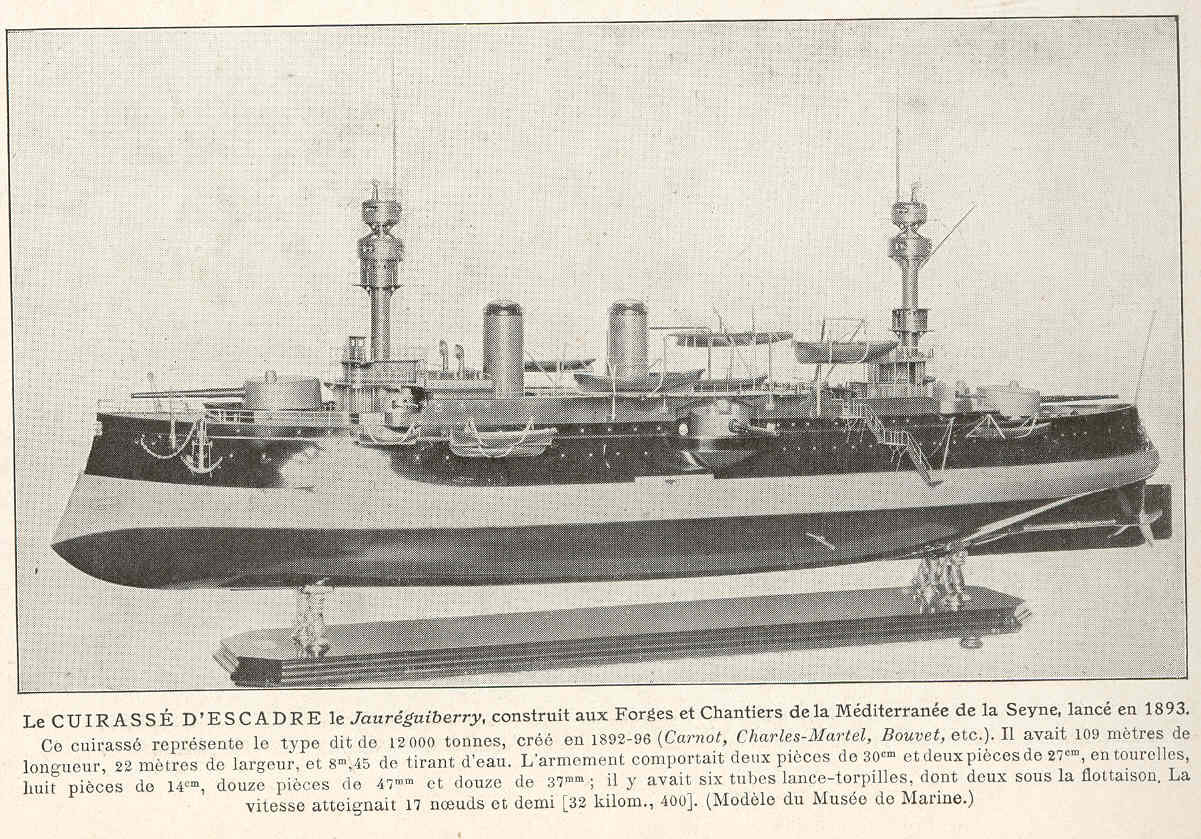
Model pancernika

Doświadczenia z prób i początków eksploatacji zbudowanych w ramach programu rozbudowy floty francuskiej z 1881 roku pancerników (okrętów pancernych) „Hoche”, „Marceau” i „Neptune” skłoniły admiralicję do rozpoczęcia prac projektowych nad ich następcami. W przyjętym w 1890 roku nowym programie rozbudowy floty (z planową realizacją w latach 1892–1901), którego twórcą był ówczesny minister marynarki Édouard Barbey, znalazło się m.in. zbudowanie pięciu nowych pancerników, przez co Marine nationale miała mieć w służbie 24 jednostki tej klasy (prócz „Jauréguiberrya” powstały „Charles Martel”, „Carnot”, „Masséna” i „Bouvet”). Okręty powstały według jednolitych założeń projektowych, choć różniły się między sobą szczegółami konstrukcji oraz wyglądem zewnętrznym; przenosiły jednak identyczne uzbrojenie, były podobnie opancerzone oraz miały zbliżoną prędkość i manewrowość. W założeniach miały mieć wyporność normalną około 14 000 ton, opancerzenie na całej długości linii wodnej i uzbrojenie składające się z dwóch dział kalibru 340 mm, dwóch kalibru 274 mm oraz ośmiu kalibru 138 mm. Naciski ze strony parlamentu oraz zwolenników Jeune École na obniżenie kosztów budowy spowodowały zmniejszenie kalibru dział artylerii głównej do 305 mm i umieszczenie dział artylerii średniej w wieżach zamiast w kazamatach, przez co wyporność normalna miała nie przekroczyć 12 000 ton.
Projektując nowe okręty zaczerpnięto niektóre rozwiązania techniczne z ich poprzedników: z „Hoche” przejęto układ rozmieszczenia najcięższej artylerii w tzw. romb (dwa pojedyncze działa na dziobie i rufie oraz dwa kolejne w wieżach przyburtowych), z typu Marceau natomiast kształt kadłuba z wysokimi, silnie pochylonymi dośrodkowo burtami, zapewniający dobrą dzielność morską (z wyjątkiem obniżonego o jeden poziom pokładu rufowego zastosowanego w celu zmniejszenia masy konstrukcji). Przyjęty kształt kadłuba powodował problemy ze statecznością, a nawet niewielkie niesymetryczne zalanie części podwodnej mogło spowodować przewrócenie się okrętu i zatonięcie. Jednocześnie, przechyły tak skonstruowanej jednostki były łagodne i powolne, co pozytywnie wpływało na celność artylerii i trwałość mechanizmów oraz ułatwiało pełnienie służby załodze.
Projektantem przyszłego „Jauréguiberry’ego” był inż. Antoine-Jean Amable Lagane, jeden z najzdolniejszych francuskich konstruktorów okrętowych z przełomu XIX i XX wieku. Projekt pancernika był rozwinięciem zbudowanego dla Chile okrętu pancernego „Capitán Prat”. W porównaniu do dwóch pierwszych jednostek programu z 1890 roku („Charles’a Martela” i „Carnota”) okręt był krótszy i miał zwartą sylwetkę; innowacją było umieszczenie dział artylerii średniej w dwulufowych wieżach i powiększenie ilości kotłowni z czterech do sześciu . Plany okrętu zostały przez stocznię przekazane Rosjanom, którzy zamówili później jego ulepszoną wersję rozwojową – „Cesariewicza”.
„Jauréguiberry” został zamówiony i zbudowany w prywatnej stoczni Société Nouvelle des Forges et Chantiers de la Méditerranée w La Seyne-sur-Mer. Kontrakt na budowę jednostki podpisano 8 kwietnia 1891 roku, a już 23 kwietnia położono jego stępkę. Kadłub zwodowany został 27 października 1893 roku. Nazwa jednostki upamiętniała dwukrotnego ministra marynarki wojennej, wadm. Jeana Bernarda Jauréguiberry’ego. Koszt budowy jednostki wyniósł około 28 385 000 franków. Fundusze pochodziły z kredytów przyznanych w 1891 roku.
1 stycznia 1896 roku na nowo zbudowanym okręcie rozpoczęły się próby siłowni. 30 stycznia jednostka została przejęta przez marynarkę w celu przeprowadzenia prób morskich. 27 maja rozpoczęły się oficjalne próby pokładowej artylerii. 9 czerwca 1896 roku po zakończeniu 24-godzinnej próby prędkości w jednym kotle nastąpiło rozszczelnienie rurki kotłowej, co spowodowało wyrzut pary, w wyniku którego zginęło sześć osób. 24 sierpnia przy pierwszym strzale oddanym z rufowego działa kalibru 305 mm uszkodzeniu uległa instalacja hydrauliczna wieży, zalewając jej wnętrze gliceryną; tego dnia została również uszkodzona instalacja podnoszenia działa dziobowego. 30 marca 1897 roku, podczas próbnych strzelań torpedowych, eksplodował zbiornik sprężonego powietrza w szóstej odpalonej tego dnia torpedzie, co spowodowało lekkie uszkodzenie kadłuba.
Podczas przeprowadzonych w 1896 roku prób układu napędowego osiągnięto następujące wyniki: w 24-godzinnej próbie prędkości przy mocy nominalnej 7000 KM zanotowano 16,5 węzła, w próbie 6-godzinnej przy mocy 12 400 KM uzyskano 17,5 węzła, w próbie 6-godzinnej przy przeciążeniu maszyn do 13 819 KM osiągnięto prędkość 17,7 węzła, a w próbie 2-godzinnej przy 15 931 KM zanotowano prędkość 18,1 węzła.

## Dane taktyczno-techniczne

### Charakterystyka ogólna

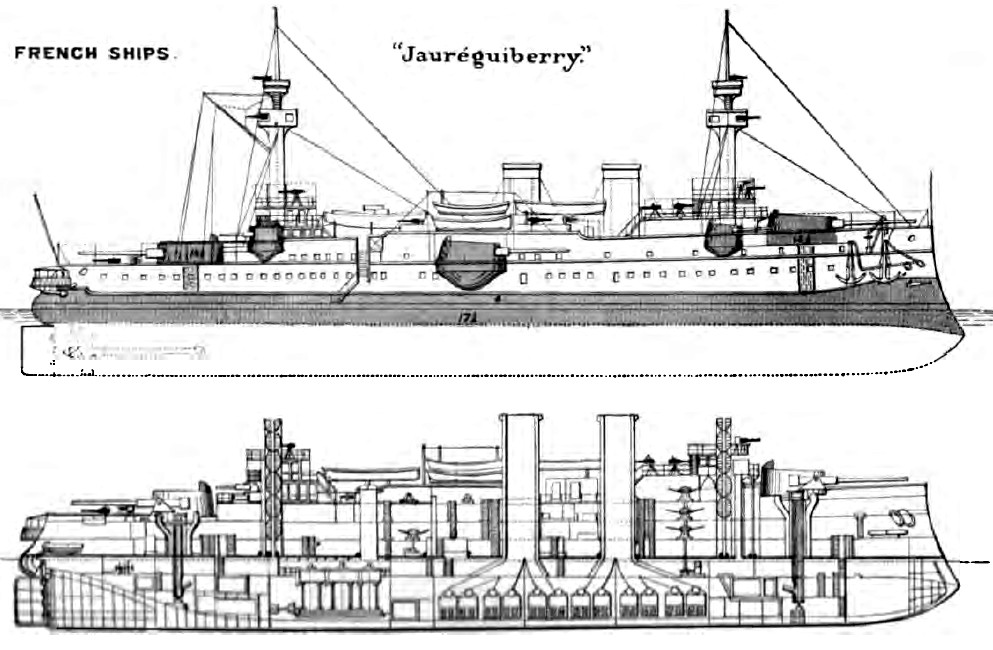
Rzut boczny i przekrój pancernika „Jauréguiberry”

„Jauréguiberry” był zbudowanym ze stali pancernikiem z wysokimi, silnie pochylonymi dośrodkowo burtami (tzw. zawał burtowy). We współczesnych wydawnictwach fachowych wyrażano opinię, że ma bardzo piękne linie kadłuba, a jego ogólna architektura była oceniana wysoko, zwłaszcza w porównaniu z wcześniejszymi francuskimi pancernikami. Kadłub podzielony był na 14 przedziałów wodoszczelnych, a jego konstrukcja opierała się na 89 wręgach głównych i 139 górnych. W przeciwieństwie do „Charles’a Martela” okręt miał odrębnie położone kotłownie, które mieściły się w trzech przedziałach wodoszczelnych, dodatkowo podzielonych wzdłużnymi grodziami (w każdym z sześciu pomieszczeń znajdowały się cztery kotły). Maszynownia również była podzielona wzdłużną grodzią na dwie części; w każdej znajdowała się jedna maszyna parowa. Kotłownie i maszynownie rozdzielone były przez magazyny amunicyjne umieszczonych na śródokręciu dział kal. 274 mm; komory amunicyjne dział kal. 138 mm znajdowały się bliżej dziobu i rufy. Na dziobie, w miejscu planowanego pierwotnie działa pościgowego, zbudowano pomieszczenie z reflektorami Mangina.
Okręt miał długość całkowitą wynoszącą 111,9 metra (108,5 metra między pionami i 111 metrów na wodnicy), szerokość 22,15 metra i maksymalne zanurzenie 8,43 metra . Wyporność normalna wynosiła 11 818 ton, a pełna 12 229 ton.
Załoga okrętu składała się początkowo z 26 oficerów oraz 605 podoficerów i marynarzy.

### Urządzenia napędowe
Okręt był napędzany dwoma trzycylindrowymi pionowymi maszynami parowymi potrójnego rozprężania wyprodukowanymi w macierzystej stoczni, z których każda poruszała jedną śrubę napędową. Parę dostarczały 24 opalane węglem kotły wodnorurkowe systemu Lagrafel-d’Allest, o ciśnieniu roboczym 15 kG/cm², rozmieszczone w sześciu kotłowniach . Maszyny osiągały przy przeciążeniu łączną maksymalną moc 14 400 KM, co pozwalało na osiągnięcie prędkości maksymalnej 17,7 węzła . Normalny zapas węgla wynosił 680 ton (maksymalnie 980 ton), co zapewniało zasięg 4500 Mm przy prędkości ekonomicznej 10 węzłów.
Prąd generowały trzy zespoły prądnic firmy Sautter-Harlé napędzanych przez dwucylindrowe maszyny parowe, wytwarzające łącznie 90 kWh energii (czwarty zespół prądnic był zapasowy). Produkowały one prąd stały o napięciu 80 V i natężeniu 600 A, używany do zasilania oświetlenia pokładowego, łukowych reflektorów bojowych, napędu wind amunicyjnych czy wentylatorów w kotłowniach.

### Uzbrojenie

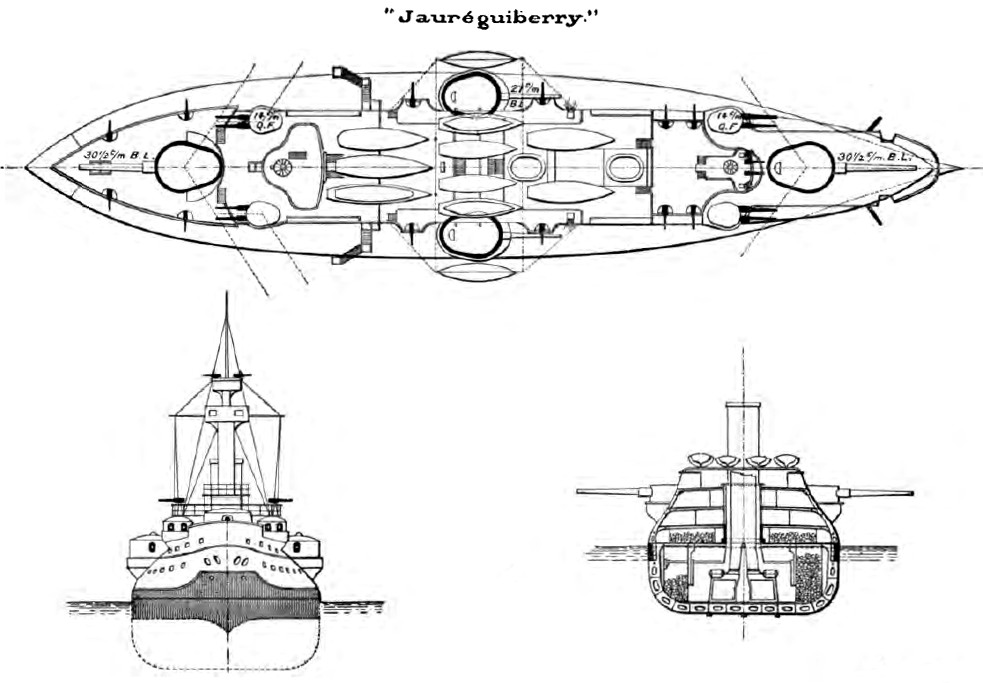
Rzut z góry i przekrój poprzeczny

Główną bronią pancernika były dwa pojedyncze działa kal. 305 mm M1887 L/45, o masie 44,3 tony, umieszczone w obracanych hydraulicznie wieżach o masie 93,7 tony na pokładzie dziobowym i rufowym na osi symetrii okrętu . Działa strzelały pociskami burzącymi o masie 292 kg lub przeciwpancernymi o masie 340 kg na odległość 11,6–13,6 km z prędkością początkową 780–823 m/s. Artylerię główną drugiego kalibru stanowiły dwa pojedyncze działa kal. 274 mm M1887 L/45, o masie 35 ton, także umieszczone w hydraulicznie obracanych wieżach o masie 79,1 tony, na pokładzie głównym przy prawej i lewej burcie . Armaty strzelały pociskami o masie 216–255 kg na odległość 12,8 km z prędkością początkową 780–800 m/s.
Artylerię średnią stanowiło osiem szybkostrzelnych dział kal. 138 mm M1891 L/45 (faktyczny kaliber wynosił 138,6 mm), umieszczonych w obracanych hydraulicznie czterech dwulufowych wieżach. Strzelały pociskami o masie 30 kg (masa naboju 48,6 kg) na odległość 8 km z prędkością początkową 770 m/s. Wieże umieszczono na wysokości masztów na poziomie górnego pokładu, blisko wież dział kal. 305 mm . Takie rozmieszczenie artylerii zapewniało szerokie kąty ostrzału: teoretycznie w kierunku dziobu i rufy można było prowadzić ogień z jednego działa kal. 305 mm, dwóch kal. 274 mm i czterech kal. 138 mm, a salwę burtową mogły oddać dwa działa kal. 305 mm, jedno kal. 274 mm i cztery kal. 138 mm.
Okręt uzbrojony był też w umieszczoną na nadbudówkach i marsach bojowych liczną artylerię małokalibrową, na którą składały się cztery pojedyncze działa kal. 65 mm M1891 L/50, 12 pojedynczych dział kal. 47 mm Hotchkiss M1885 L/40 oraz 8 działek kal. 37 mm M1885 L/20 i 7 wielolufowych działek 37 mm. Działa kal. 65 mm miały masę 498 kg (540 kg z zamkiem) i strzelały pociskami o masie 4 kg z prędkością wylotową 715 m/s, z szybkostrzelnością do 15 strz./min. Działa kal. 47 mm strzelały pociskami o masie 1,5 kg z szybkostrzelnością 20–25 strz./min, a w działkach kal. 37 mm używano pocisków o masie 0,5 kg, wystrzeliwanych z szybkością 25 strz./min. Uzbrojenie uzupełniały dwa działa desantowe kalibru 65 mm M1881 L/16.
Prócz tego na pancerniku zamontowano sześć pojedynczych wyrzutni torped kal. 450 mm: dwie burtowe podwodne, zlokalizowane pomiędzy komorami amunicyjnymi dział kal. 274 mm a parą równoległych przedziałów maszynowni i cztery obrotowe nadwodne (pierwsza para umieszczona była za barbetą wieży dziobowej, druga przed podajnikami pocisków dla armat kal. 274 mm). Nadwodne wyrzutnie usunięto w 1906 roku.

### Opancerzenie
Pancerz okrętu miał łączną masę około 3970 ton, co stanowiło około ⅓ masy jednostki. Jego podstawowym elementem był wykonany ze stali niklowej pas burtowy o grubości maksymalnej 450 mm na śródokręciu, zmniejszającej się w stronę dziobu i rufy do 300 mm (część górna; dolna miała grubość od 250 mm na dziobie do 150 mm na rufie). Wysokość rozciągającego się na całej długości kadłuba pancerza burtowego była zmienna i wynosiła od 3,67 metra na dziobie do 1,8 metra na rufie. Pancerz burtowy położony był na podkładzie z drewna tekowego o grubości 300 mm. Ponad nim rozciągał się górny pas pancerny o grubości 100 mm o wysokości 1,2 metra, za którym był pusty koferdam.
Wypukły pokład pancerny wykonany ze stali miękkiej umieszczony został na górnej części głównego pasa burtowego i miał grubość 70 mm; 0,8 metra poniżej znajdował się przeciwodłamkowy pancerz pokładowy o grubości 25 mm, jednak nie na całej długości (nie chronił przedziałów maszyn parowych, które miały zbyt dużą wysokość). Wieża dowodzenia miała ściany grubości 230 mm .
Wieże artylerii głównej kal. 305 i 274 mm były chronione pancerzem o grubości 370 mm (dach 70 mm). Posadowione były na barbetach o grubości 150 mm . Wieże artylerii średniej kal. 138 mm miały pancerz o grubości 102 mm (góra 20 mm).

## Służba

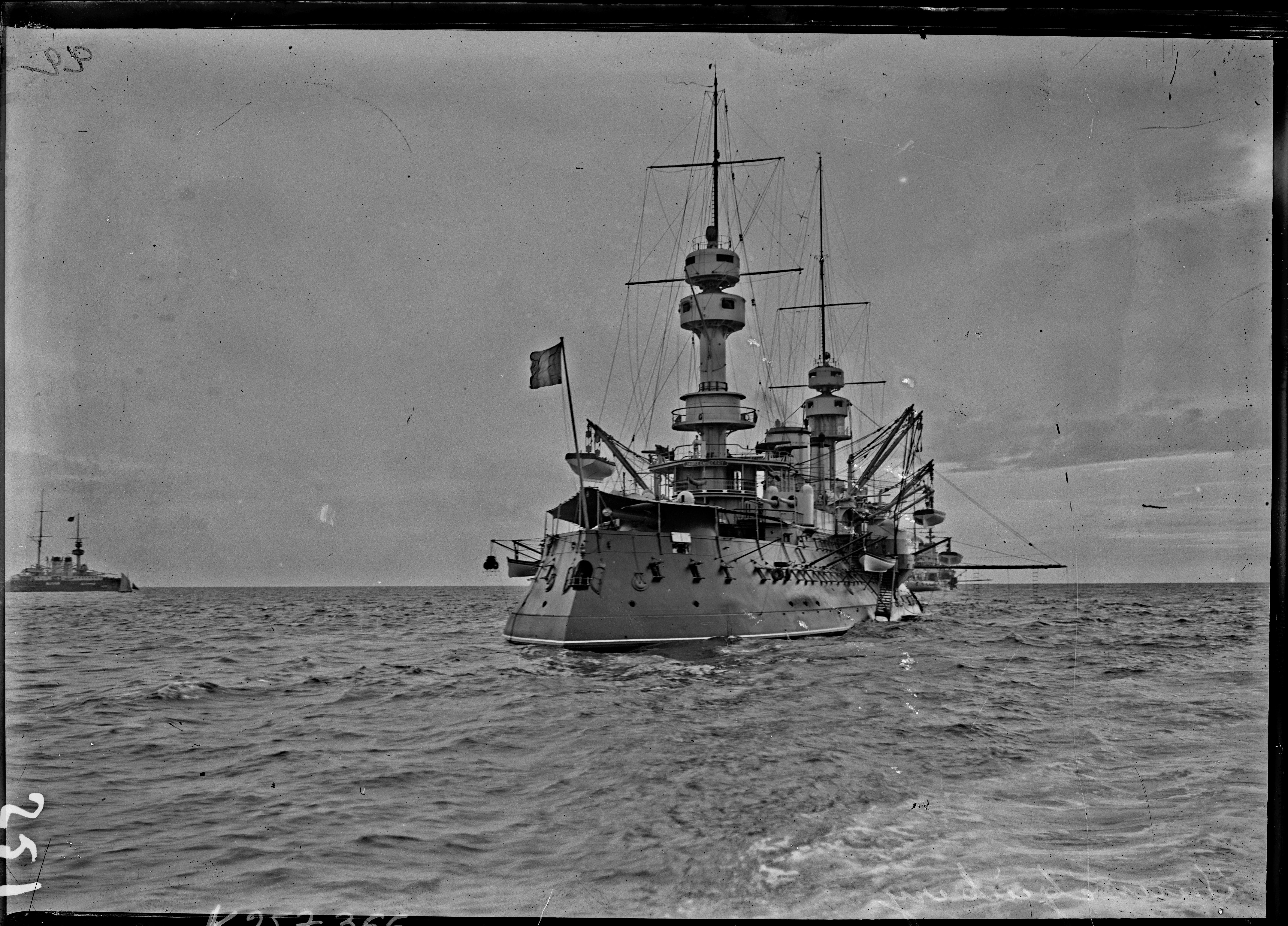
„Jauréguiberry” na redzie Brestu w 1905 roku

24 marca 1897 roku okręt został przyjęty do służby w Marine nationale. 15 maja 1897 roku „Jauréguiberry” został wcielony do Eskadry Śródziemnomorskiej. Uczestniczył do 1904 roku we wszystkich organizowanych manewrach oraz rewiach floty, przepływając 1000 Mm. W 1901 roku usunięto wszystkie działka kal. 37 mm, a liczbę dział kal. 47 mm powiększono do 18 . 20 stycznia 1902 roku eksplozja zbiornika sprężonego powietrza w torpedzie spowodowała śmierć jednego i rany trzech marynarzy. 
W 1904 roku „Jauréguiberry” wszedł w skład stacjonującej nad Atlantykiem Eskadry Północnej. 18 maja 1905 roku podczas manewrów pod dnem pancernika wybuchł zbiornik sprężonego powietrza torpedy kal. 380 mm, wystrzelonej przez kontrtorpedowiec „Sagaie”. Doszło do przecieku w przedziale maszyny sterowej, w wyniku czego okręt musiał trafić do suchego doku na trwający do 30 czerwca remont. 7 lipca 1905 roku „Jauréguiberry” i „Formidable” były gospodarzami wizyty zespołu okrętów Royal Navy w Breście (tworzyły go pancerniki HMS „Majestic”, „Mars”, „Magnificent”, „Prince George”, „Illustrious”, „Victorious”, „Commonwealth” i „King Edward VII” oraz krążowniki pancernopokładowe HMS „Doris” i „Amethyst”). W dniach 7–14 sierpnia 1905 roku „Jauréguiberry” wszedł w skład liczącej 18 jednostek reprezentacji floty francuskiej (trzy pancerniki, trzy pancerniki obrony wybrzeża, cztery krążowniki pancerne, jeden krążownik pancernopokładowy i siedem kontrtorpedowców), która wzięła udział w paradzie morskiej w Spithead w obecności króla Edwarda VII. W trakcie rejsu okręt wszedł na mieliznę na redzie Spithead, a w drodze powrotnej niegroźnie staranował brytyjski statek „Arana” o pojemności 1471 BRT. W 1905 roku liczebność załogi uległa zmianie – od tej pory tworzyło ją 31 oficerów i 566 podoficerów i marynarzy.
Na początku 1906 roku w Breście w burtę pancernika uderzył krążownik pancerny „Léon Gambetta”, lecz obeszło się bez poważniejszych uszkodzeń. W tym roku zdemontowano nawodne wyrzutnie torpedowe, pozostawiając ich pokrywy dla lepszej wentylacji . „Jauréguiberry” uczestniczył także w wielkich manewrach Eskadr Śródziemnomorskiej i Północnej, które stworzyły Armię Morską.
W 1907 roku okręt powrócił na Morze Śródziemne, wchodząc powtórnie w skład Eskadry Śródziemnomorskiej (do 1910 roku). Od 1910 do 1912 roku jednostka ponownie została przeniesiona do Eskadry Północnej, pełniąc funkcje szkolne w Breście i Cherbourgu. W 1912 roku pancernik został przeniesiony na Morze Śródziemne, służąc w 3. Eskadrze.

### I wojna światowa
Tuż przed wybuchem I wojny światowej w sierpniu 1914 roku „Jauréguiberry” był okrętem flagowym Dywizjonu Specjalnego, którego zadaniem była eskorta transportów wojska z Afryki Północnej do Francji (w skład Dywizjonu wchodziły ponadto: pancernik „Charlemagne”, krążowniki pancerne „Pothuau”, „Amiral Charner”, „Bruix” i „Latouche-Tréville” oraz krążowniki pancernopokładowe „D’Entrecasteaux”, „Cassard” i „Cosmao”). 6 sierpnia 1914 roku okręt osłaniał przerzut wojsk XIX Korpusu z Oranu do Tulonu. Następnie okręt został wcielony do 2. Dywizjonu (rezerwowego), którego zadaniem było patrolowanie zachodniej części Morza Śródziemnego. Na przełomie sierpnia i września „Jauréguiberry” i „Bouvet” skontrolowały 64 statki neutralne, a pod koniec września wraz z „Charlemagne” i „Saint Louis” eskortowały przewożący 25 tys. żołnierzy, składający się z 36 statków konwój z Port Saidu do Marsylii. Od 17 października do końca 1914 roku „Jauréguiberry” i „Bouvet” skontrolowały kolejne 257 statków, z których sześć zatrzymano.

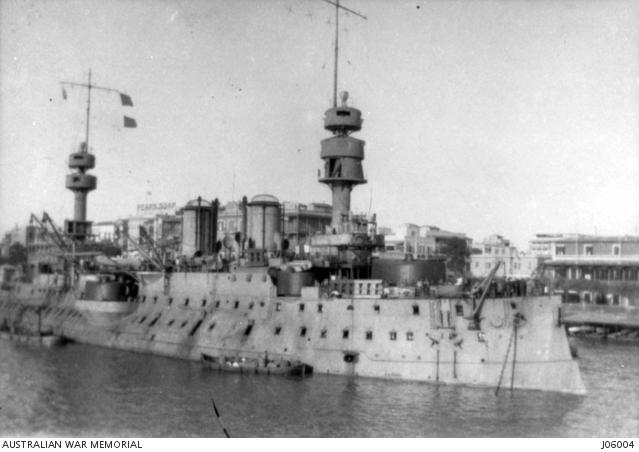
„Jauréguiberry” w Port Saidzie, ok. 1915 roku

W 1915 roku wchodzący w skład 3. Eskadry okręt stacjonował w Port Saidzie, od 9 do 20 marca uczestnicząc w patrolach i ostrzale celów położonych na wybrzeżu należącej do Imperium Osmańskiego Syrii. Następnie pancernik został włączony w skład sił uczestniczących w operacji opanowania Dardaneli, w miejsce zatopionego „Bouveta” i ciężko uszkodzonego „Gauloisa”. Okręt wszedł w skład dowodzonej przez wadm. Émile’a Guépratte’a 6. grupy okrętów (tworzyły ją ponadto: pancernik obrony wybrzeża „Henri IV”, brytyjski pancernik HMS „Prince George”, krążowniki „Jeanne d’Arc”, „Latouche-Tréville” i rosyjski „Askold”, sześć kontrtorpedowców i 10 trałowców). Został okrętem flagowym kontradmirała Gabriela Darrieusa dowodzącego 2. Dywizjonem 3. Eskadry (wraz z „Henri IV” i „Jeanne d’Arc”). Od 25 kwietnia okręty 6. Grupy wspierały ogniem artylerii desant pod Kumkale. 30 kwietnia pancernik otrzymał trafienie tureckim pociskiem, a 5 maja kolejne (z haubicy kal. 240 mm), co spowodowało konieczność naprawy uszkodzeń w Port Saidzie (prace trwały od 19 czerwca do 26 lipca). W sierpniu okręt uczestniczył w patrolach u wybrzeży Palestyny, ostrzeliwując m.in. węzeł kolejowy pod Hajfą. Od 31 sierpnia okręty francuskie bazowały w Arwad, prócz walk uczestnicząc w ewakuacji 3 tys. Ormian. Jesienią „Jauréguiberry” został przebazowany na wody Kanału Sueskiego, wzmacniając jego obronę przed atakiem Turków. Z pancernika zdemontowano część uzbrojenia, które zasiliło artylerię na lądzie.
W październiku 1916 roku okręt opuścił wschodnią część Morza Śródziemnego, docierając 29 października na Maltę. Następnie udał się do Tulonu, stając się celem nieskutecznego ataku torpedowego ze strony SM U-39 (pancernik osiągnął bazę w dniu 22 listopada). Na początku 1917 roku rozpoczęto rozbrajanie jednostki: działa małokalibrowe trafiły na pokłady patrolowców i trałowców, natomiast lufy dział kal. 305 mm zostały przerobione na zapasowe lufy do dział kolejowych kal. 370 mm. Od 1 lipca 1918 roku pancernik trafił ponownie na wody wschodniej części Morza Śródziemnego, pełniąc rolę okrętu warsztatowego dla operujących u wybrzeży Syrii patrolowców.

### Końcowy okres służby
Po zakończeniu działań wojennych „Jauréguiberry” powrócił do Tulonu, gdzie po zupełnym rozbrojeniu pełnił funkcję hulku dla szkoły mechaników i palaczy. Okręt wycofano ze służby 20 czerwca 1920 roku. Do stojącego w Tulonie kadłuba cumowały w latach 20. i na początku lat 30. m.in. przeznaczone do wycofania ze służby torpedowce, pancernik „Patrie” oraz krążownik pancerny „Jules Michelet”.
W 1934 roku okręt został sprzedany w celu złomowania, które przeprowadzono w Tulonie w tym samym roku.